# Korbmuschel
Die Korbmuschel (Varicorbula gibba) ist eine Muschelart aus der Familie der Korbmuscheln (Corbulidae) in der Ordnung der Myida.

## Merkmale
Das ungleichklappige, stark geblähte Gehäuse wird bis zu 15 mm lang. Die rechte Klappe ist deutlich größer und stärker gewölbt als die linke Klappe; die linke Klappe sitzt in der rechten Klappe. Das Gehäuse ist auch ungleichseitig, die Wirbel sitzen deutlich vor der Mittellinie. Der Umriss von adulten Gehäusen ist gerundet-dreieckig. Der Vorderrand ist breit gerundet, der Hinterrand ist etwas verlängert und abgestutzt. Juvenile Gehäuse sind breit-eiförmig. Der Hinterrand ist noch nicht so stark verlängert. Hinterer und vorderer Dorsalrand sind leicht konkav und steil abfallend, der Ventralrand ist weit gerundet.
Das Ligament liegt intern auf einem vorspringenden Chondrophor in der linken Klappe. In der rechten Klappe ist lediglich ein korrespondierende Vertiefung vorhanden. Die rechte Klappe weist einen kräftigen Hauptzahn auf, in der linken Klappe ist neben dem Chondrophor eine dem Zahn der rechten Klappe korrespondierende Grube vorhanden. In der rechten Klappe ist schließlich von vorne und hinten Seitenzähne angedeutet. Es sind zwei Schließmuskeln vorhanden. Der hintere Schließmuskel ist gerundet, der vordere halbmondförmig. Die Mantellinie ist ganzrandig, aber im Bereich der Siphonen trunkiert oder nur sehr leicht eingebogen. 
Rechte und linke Klappe des gleichen Tieres:

Rechte Klappe
Linke Klappe

Die Schale ist fest. Die äußeren Randbereiche der linken Klappe (ca. 10 %) sind nicht mineralisiert, sondern bestehen nur aus dickem Periostracum. Die Farbe ist sehr variabel: von weiß über cremefarben und gelb bis violett. Die Ornamentierung besteht auf der rechten Klappe aus randparallelen, an der Oberseite gerundeten Rippen in regelmäßigen Abständen. Unregelmäßigkeiten treten in Bereich mit Wachstumsunterbrechungen auf. Auf der linken Klappe sind die Rippen etwas feiner und es treten mittig noch einige feine radiale Linien auf. Der innere Gehäuserand ist glatt. Das Periostracum ist dick, faserig und rostbraun gefärbt. Es ist meist nur auf der linken Klappe erhalten. Die Siphonen sind sehr kurz. Der Fuß ist lang und dünn.

## Geographische Verbreitung und Lebensraum
Das Verbreitungsgebiet reicht im Ostatlantik von Norwegen bis Westafrika und Angola. Sie dringt auch in die Nebenmeere Nordsee, Ostsee, Mittelmeer und Schwarzes Meer vor.
Die Korbmuschel lebt flach eingegraben in schlammig-siltigen, schlammig-sandigen oder sogar schlammig-kiesigen Sedimenten. Das hintere Ende reicht gerade bis an die Sedimentoberfläche heran. Sie fixiert sich mit einem Byssusfaden an Schalenbruchstücken oder Steinen im Sediment. Sie scheint eher selten ihre Position zu wechseln und ist ein nahezu sessiler Suspensionsfiltrierer, der sich von Diatomeen, Bakterien und organischem Detritus in unmittelbarer Nähe der Sedimentoberfläche ernährt. 
Sie kommt vom tieferen Gezeitenbereich bis in etwa 250 Meter Wassertiefe vor, in der Literatur werden auch bis 2.000 m angegeben. In der Nordsee ist sie bis 50 Meter Wassertiefe, in der Ostsee von 7 bis 31 Meter Wassertiefe zu finden. In für die Art geeigneten Lebensräumen treten sie sehr häufig, oft sogar massenhaft auf. 

## Taxonomie
Das Taxon wurde 1792 von Giuseppe Olivi in der ursprünglichen Kombination Tellina gibba begründet. Es ist die Typusart der Gattung Varicorbula Grant & Gale, 1931, die jedoch von manchen Autoren als Synonym von Corbula Bruguière, 1797 oder als Untergattung von Corbula gewertet wird. MolluscaBase akzeptiert Varicorbula als gültige Gattung, stellt aber die Korbmuschel entgegen den Internationalen Regeln der Zoologischen Nomenklatur in die Gattung Corbula. MolluscaBase listet folgende Synonyme für Variocorbula gibba auf: Corbula curta Locard, 1886, Corbula gibba var. albida Bucquoy, Dautzenberg & Dollfus, 1896, Corbula gibba var. fusca Bucquoy, Dautzenberg & Dollfus, 1896, Corbula gibba var. maxima Bucquoy, Dautzenberg & Dollfus, 1896, Corbula gibba var. radiata Bucquoy, Dautzenberg & Dollfus, 1896, Corbula haastiana Hutton, 1878, Corbula mactriformis Biondi Giunti, 1859, Corbula nucleus Lamarck, 1818, Corbula ovata Forbes, 1838, Corbula rosea Brown, 1844, Corbula striata Fleming, 1828, Mya inaequivalvis Montagu, 1803, Tellina naticuta Brusina, 1870 und Tellina olimpica O. G. Costa, 1830.
Bei der molekularbiologischen Analyse der Corbulidae durch Hallan et al. (2013) kristallisierten sich drei Kladen heraus: die LEC (limnetic-euryhaline Corbulidae), die Karibische Gruppe (Caribbean) und eine Westpazifische Gruppe (Western pacific). Erstaunlicherweise gehörte Varicorbula gibba zur Westpazifischen Gruppe.

## Belege

### Online
- Marine Bivalve Shells of the British Isles: Corbula gibba (Olivi, 1792) (Website des National Museum Wales, Department of Natural Sciences, Cardiff)